# Restio distans
Restio distans är en gräsväxtart som beskrevs av Neville Stuart Pillans. Restio distans ingår i släktet Restio och familjen Restionaceae. Inga underarter finns listade i Catalogue of Life.